# Experryments at the Grass Roots of Dub
Az Experryments at the Grass Roots of Dub  egy 1995-ös Lee „Scratch” Perry lemez.

## Számok
1. Jungle Roots Dub
2. Dubing With The Super Ape
3. Alien In Out A Space
4. Sky High Dub
5. Nucleus Dub
6. Dub It Wide Open
7. Dub Wise Experryments
8. Pooping Dub Song
9. Black Ark Come Again

## Zenészek
- Rico Rodriguez – harsona
- Lee "Scratch" Perry – vokál, ütősök
- Mad Professor – dob, ütősök
- Black Steel – gitár
- Michael "Bammie" Rose – szaxofon
- Victor Cross – billentyűk
- William The Conqueror – zongora, basszusgitár
- Kate Holmes – fuvola

## Külső hivatkozások
- http://www.discogs.com/release/232777